# Chicano (Pussycat)
Chicano is een lied van Pussycat. Het werd in 1983 op een single en hun elpee After all uitgebracht. Het werd geschreven door Werner Theunissen. Op de B-kant staat het nummer It's over. De single werd geproduceerd en gearrangeerd door Günter Lammers en Juan Bastós.
De single stond zes weken in zowel de Tipparade als de Tip 30, maar wist niet door te stijgen naar de hoofdlijsten.
In het lied heeft de zangeres een monoloog met een chicano, ofwel een Mexicaanse Amerikaan. Ze wil dat hij de gitaar weer dagelijks oppakt, omdat hij zich nu op een doodlopende weg bevindt.